# Igrzyska Panamerykańskie 2015
XVII Igrzyska Panamerykańskie – multidyscyplinarne zawody sportowe, które odbywały się od 10 do 26 lipca 2015 roku w kanadyjskim Toronto.
Gospodarza imprezy wybrano 6 listopada 2009 w Guadalajarze po głosowaniu. Podczas zawodów ponad 6000 zawodników z 41 krajów rywalizowało w 36 dyscyplinach. Rozdanych zostało 364 kompletów medali.
Niektóre z konkurencji były jednocześnie jedną z eliminacji do startu na igrzyskach olimpijskich w Rio de Janeiro w 2016 roku.

## Państwa uczestniczące w igrzyskach
W nawiasach została podana liczba reprezentantów danego kraju.
| - Argentyna (472) - Antigua i Barbuda (10) - Aruba (25) - Bahamy (39) - Barbados (29) - Belize (3) - Bermudy (16) - Boliwia (34) - Brazylia (592) - Brytyjskie Wyspy Dziewicze (6) - Chile (306) - Dominika (5) - Dominikana (231) - Ekwador (169) | - Grenada (7) - Gujana (22) - Gwatemala (152) - Haiti (11) - Honduras (19) - Jamajka (56) - Kajmany (7) - Kanada (723) - Kolumbia (294) - Kostaryka (77) - Kuba (444) - Meksyk (511) - Nikaragua (49) - Panama (44) | - Paragwaj (49) - Peru (157) - Portoryko (252) - Saint Lucia (6) - Saint Kitts i Nevis (8) - Saint Vincent i Grenadyny (5) - Salwador (52) - Stany Zjednoczone (624) - Surinam (9) - Trynidad i Tobago (111) - Urugwaj (130) - Wenezuela (358) - Wyspy Dziewicze Stanów Zjednoczonych (18) |

## Rezultaty
| - Badminton (szczegóły) - Baseball (szczegóły) - Boks (szczegóły) - Gimnastyka (szczegóły) - Golf (szczegóły) - Hokej na trawie (szczegóły) - Jeździectwo (szczegóły) - Judo (szczegóły) - Karate (szczegóły) - Kajakarstwo (szczegóły) - Kolarstwo (szczegóły) - Kręgle (szczegóły) - Koszykówka (szczegóły) - Lekkoatletyka (szczegóły) - Łucznictwo (szczegóły) - Narciarstwo wodne (szczegóły) - Pięciobój nowoczesny (szczegóły) - Piłka nożna (szczegóły) - Piłka ręczna (szczegóły) - Piłka siatkowa (szczegóły) | - Piłka wodna (szczegóły) - Pływanie (szczegóły) - Pływanie synchroniczne (szczegóły) - Racquetball (szczegóły) - Rugby 7 (szczegóły) - Podnoszenie ciężarów (szczegóły) - Siatkówka plażowa (szczegóły) - Skoki do wody (szczegóły) - Softball (szczegóły) - Squash (szczegóły) - Strzelectwo (szczegóły) - Szermierka (szczegóły) - Taekwondo (szczegóły) - Tenis ziemny (szczegóły) - Tenis stołowy (szczegóły) - Triathlon (szczegóły) - Wioślarstwo (szczegóły) - Wrotkarstwo (szczegóły) - Zapasy (szczegóły) - Żeglarstwo (szczegóły) |

## Klasyfikacja medalowa
| Miejsce | Kraj                      | Złoto | Srebro | Brąz | Razem |
| 1       | Stany Zjednoczone         | 103   | 81     | 81   | 265   |
| 2       | Kanada                    | 78    | 69     | 70   | 217   |
| 3       | Brazylia                  | 41    | 40     | 60   | 141   |
| 4       | Kuba                      | 36    | 27     | 34   | 97    |
| 5       | Kolumbia                  | 27    | 14     | 31   | 72    |
| 6       | Meksyk                    | 22    | 30     | 43   | 95    |
| 7       | Argentyna                 | 15    | 29     | 31   | 75    |
| 8       | Wenezuela                 | 8     | 22     | 20   | 50    |
| 9       | Ekwador                   | 7     | 9      | 16   | 32    |
| 10      | Gwatemala                 | 6     | 1      | 3    | 10    |
| 11      | Chile                     | 5     | 6      | 18   | 29    |
| 12      | Peru                      | 4     | 4      | 6    | 14    |
| 13      | Dominikana                | 3     | 11     | 10   | 24    |
| 14      | Jamajka                   | 3     | 4      | 2    | 9     |
| 15      | Trynidad i Tobago         | 3     | 3      | 2    | 8     |
| 16      | Bahamy                    | 2     | 2      | 2    | 6     |
| 17      | Portoryko                 | 1     | 1      | 13   | 15    |
| 18      | Urugwaj                   | 1     | 1      | 3    | 5     |
| 19      | Saint Lucia               | 1     | 0      | 0    | 1     |
| 20      | Barbados                  | 0     | 1      | 2    | 3     |
| 20      | Boliwia                   | 0     | 1      | 2    | 3     |
| 20      | Salwador                  | 0     | 1      | 2    | 3     |
| 20      | Paragwaj                  | 0     | 1      | 2    | 3     |
| 24      | Panama                    | 0     | 1      | 1    | 2     |
| 25      | Antigua i Barbuda         | 0     | 1      | 0    | 1     |
| 25      | Grenada                   | 0     | 1      | 0    | 1     |
| 25      | Honduras                  | 0     | 1      | 0    | 1     |
| 28      | Bermudy                   | 0     | 0      | 1    | 1     |
| 28      | Kostaryka                 | 0     | 0      | 1    | 1     |
| 28      | Saint Kitts i Nevis       | 0     | 0      | 1    | 1     |
| 28      | Saint Vincent i Grenadyny | 0     | 0      | 1    | 1     |